# バルバドス議会
バルバドス議会（バルバドスぎかい、英語: Parliament of Barbados）は、バルバドスの立法府である。

## 概要
上院に相当する元老院と下院に相当する代議院の両院で構成する。